# John C. Reed
John C. Reed (11 de octubre de 1958) es un científico estadounidense, especializado en biología molecular, genética, oncología y neurociencias. Es uno de los científicos de mayor producción científica y con más citas científicas, como demuestra su índice-h que es de 79.
Es director del Instituto Sanford-Burnham de Investigación Médica en La Jolla, San Diego, California y pionero en el campo de la apoptosis, en particular en relación con el cáncer.
Durante sus investigaciones sobre los oncogenes, descubrió que algunos de ellos parecían regular la muerte celular en lugar de la división celular.

## Formación académica
Entre 1976 y 1980, realiza su licenciatura en la Universidad de Virginia, en Charlottesville, Virginia, y posteriormente se traslada a la Facultad de Medicina de la Universidad de Pensilvania donde realiza estudios de máster y doctorado en el periodo 1980-86.
Realiza investigaciones de posgrado en 1986-1989 simultaneando su puesto de residente de Patología Clínica en el hospital de la Universidad de Pensilvania, con una beca posdoctoral en biología molecular en el Instituto Wistar de Anatomía y Biología, en Filadelfia, bajo la supervisión de Carlo Croce.

## Carrera científica
En el periodo 1989-1992 es Director Adjunto del Laboratorio de Diagnóstico (Hospital Universitario) y profesor ayudante en la Facultad de Medicina de la Universidad de Pensilvania.
De 1992 a 1995 es Director del programa de Oncogenes y genes supresores de tumores, en el The Burnham Institute.
Desde 1993 es miembro del Centro para el Cáncer de la Universidad de California en San Diego y desde 1994 a 2002 es videdirector del Centro del Cáncer de The Burnham Institute, pasando posteriormente a ser director del centro.
En 1995 funda y dirige el programa sobre apoptosis y muerte celular.
Actualmente ejerce los puestos de profesor adjunto de la universidad de California en San Diego (desde 1996), miembro del Instituto Whitaker de Ingeniería Biomédica, en la universidad de California en San Diego (desde 2002), profesor adjunto de la Universidad de Florida Central en Orlando, Florida y en la universidad de Florida, en Gainesville, Florida (desde 2007).
Su principal labor se ejerce en el Instituto Burnham (ahora llamado Instituto Sanford-Burnham), donde ocupa la cátedra Donald Bren (desde 2007) y el puesto de presidente (2002-10) y de presidente ejecutivo (desde 2010).

## Obras
Es autor de más de 800 artículos, los cuales han recibido más de 45.000 citas en el período 1983-2002, lo que muestra el gran impacto de su producción científica. También ha escrito unos 50 capítulos de libros y es poseedor de más de 100 patentes y aplicaciones sobre patentes.

## Premios y distinciones
Ha recibido decenas de premios y distinciones por su labor científica e investigadora entre los que destacan los premios de las principales sociedades científicas a las que pertenece:
- 1985: Premios de la Sociedad reticuloendotelial y de la Asociación de Patólogos clínicos.
- 1986: Premio Upjohn.
- 1994: Premio Stohlman.
- 1998: Premio de la Fundación Susan G. Komen (cáncer de pecho)
- 1999: Premio del Institute for Scientific Information (ISI) a la investigación más relevante en Ciencias de la Vida
- 2000: Premio del Institute for Scientific Information (ISI) a lainvestigación más relevante en Ciencias de la Vida, Premio de la Academia estadounidense de Neurología y Premio Warner-Lambert/Parke Davis.
- 2002: Premio del Institute for Scientific Information (ISI) al investigador más citado sobre apoptosis, y Premio Harry B. Van Dyke.
- 2003: Premio Bristol-Myer a la investigación sobre el cáncer.
- 2006: Premio PENN en Medicina, Premio Thomson Scientific – Doctores de la década, 1995-2006. Es el 8º científico máscitado en Ciencias de la Vida; el 1º en Biología celular y Biomedicina general.
- 2007:Premio Donald Ware Waddell y premio al científico del año (San Diego)
- 2008: Premio BIOCOM Ciencias de la Vida
- 2009: Miembro de la Asociación de Cirujanos Neurológicos.
- 2011: Miembro de la American Association for the Advancement of Science